# グザヴィエ・マルシャン
- グザビエ・マルシャン
- ザビエル・マルシャン

グザヴィエ・マルシャン（Xavier Marchand, 1973年8月4日 - ）は、フランス・カルヴァドス県ドーヴィル出身の元男子競泳選手。
息子のレオン・マルシャン以前のフランスを代表する個人メドレー選手。個人メドレー種目において、オリンピックで決勝に進出した初のフランス人であり、世界選手権とヨーロッパ選手権でメダルを獲得した初のフランス人である。各大会の最高成績は、オリンピックが2000年シドニー大会の7位、世界選手権が1998年パース大会の2位、ヨーロッパ選手権が1997年セビリア大会の2位（種目は全て200m個人メドレー）。フランスチャンピオンには21回輝いた。
現在（2024年）はフランス・テレビジョンのジャーナリスト。

## 経歴

### 1996年オリンピック
1996年7月、アトランタで開催されたオリンピックの200m個人メドレーに出場し、オリンピック初出場ながら決勝に進出した。結果は8位に終わったが、1964年東京大会から実施されている個人メドレー種目においてフランス勢初のファイナリストとなった。

### 1997年ヨーロッパ選手権
1997年8月、セビリアで開催されたヨーロッパ選手権に出場。200m個人メドレーの決勝で2分01秒08のフランス新記録（当時）を樹立し、マルセル・ボウダ（2分00秒77）に次いで銀メダルを獲得した。これはヨーロッパ選手権の個人メドレー種目でフランス勢が獲得した初のメダルとなった。400m個人メドレーでは4分21秒64の4位に終わり、1秒21差でメダルを逃した。なお、200m個人メドレーで記録した2分01秒08は、2009年4月にクリストフ・スーリエ（Christophe Soulier）が2分00秒38をマークするまで、12年間フランス記録として君臨した。

### 1998年世界選手権
1998年1月、パースで開催された世界選手権に出場。200m個人メドレー決勝で2分01秒66をマークし、優勝したマルセル・ボウダに0秒48及ばなかったものの、ロン・カルノーを0秒23抑えて銀メダルを獲得した。これは世界選手権の個人メドレー種目でフランス勢が獲得した初のメダルであり、オリンピックも含め初の世界大会メダルという快挙だったが、今大会でロクサナ・マラシネアヌ（女子200m背泳ぎ）がフランス勢初の世界選手権チャンピオン、オリンピックも含めフランス女子初の世界チャンピオンに輝いたため、グザヴィエは陰に隠れる形となった。なお、息子のレオンが2022年ブダペスト大会で金メダルを獲得するまで、フランス勢2人目の個人メドレー種目メダリストは誕生しなかった。

### 2000年ヨーロッパ選手権
2000年7月、ヘルシンキで開催されたヨーロッパ選手権に出場。200m個人メドレー決勝で2分02秒06をマークし、マッシミリアーノ・ロソリーノ（2分00秒62）、クリスティアン・ケラー（2分02秒02）に次いで銅メダルを獲得した。

### 2000年オリンピック
2000年9月、シドニーで開催されたオリンピックの200m個人メドレーに出場。2大会連続となる決勝に進出し、前回大会より順位を一つ上げ7位に入った。なお、息子のレオンが2020年東京大会（2021年開催）の400m個人メドレーで6位に入るまで、フランス勢2人目の個人メドレー種目ファイナリストは誕生しなかった。

## 家族
兄のクリストフ・マルシャン、妻のセリーヌ・ボネ、息子で長男のレオン・マルシャンも競泳オリンピアン。息子で次男のオスカーもトゥールーズの水泳クラブで泳いでいたが、トレーニングが好きではなかったためバスケットボールを選んだ

## 主要国際大会の成績
世界水泳連盟のウェブサイトなど参照
| 年           | 大会             | 場所                   | 種目             | 結果         | 記録         | 備考         |
| フランス代表 | フランス代表     | フランス代表           | フランス代表     | フランス代表 | フランス代表 | フランス代表 |
| ------------ | ---------------- | ---------------------- | ---------------- | ------------ | ------------ | ------------ |
| 1993         | 地中海競技大会   | ラングドック＝ルシヨン | 200m個人メドレー | 銀メダル     | 2分03秒64    |              |
| 1993         | 地中海競技大会   | ラングドック＝ルシヨン | 400m個人メドレー | 銅メダル     | 4分26秒12    |              |
| 1993         | ヨーロッパ選手権 | シェフィールド         | 200m個人メドレー | 7位          | 2分04秒91    |              |
| 1994         | 世界選手権       | ローマ                 | 200m個人メドレー | 6位          | 2分03秒05    |              |
| 1994         | 世界選手権       | ローマ                 | 400m個人メドレー | 予選27位     | 4分32秒35    |              |
| 1995         | ヨーロッパ選手権 | ウィーン               | 200m個人メドレー | 5位          | 2分02秒93    |              |
| 1996         | オリンピック     | アトランタ             | 200m個人メドレー | 8位          | 2分04秒29    |              |
| 1997         | 世界短水路選手権 | ヨーテボリ             | 200m個人メドレー | 5位          | 1分59秒78    |              |
| 1997         | 世界短水路選手権 | ヨーテボリ             | 400m個人メドレー | 7位          | 4分18秒47    |              |
| 1997         | 地中海競技大会   | バーリ                 | 200m個人メドレー | 金メダル     | 2分03秒97    |              |
| 1997         | 地中海競技大会   | バーリ                 | 400m個人メドレー | 6位          | 4分31秒79    |              |
| 1997         | ヨーロッパ選手権 | セビリア               | 200m個人メドレー | 銀メダル     | 2分01秒08    | フランス記録 |
| 1997         | ヨーロッパ選手権 | セビリア               | 400m個人メドレー | 4位          | 4分21秒64    |              |
| 1998         | 世界選手権       | パース                 | 200m個人メドレー | 銀メダル     | 2分01秒66    |              |
| 1998         | 世界選手権       | パース                 | 400m個人メドレー | B決勝3位     | 4分23秒24    |              |
| 1999         | ヨーロッパ選手権 | イスタンブール         | 200m個人メドレー | 7位          | 2分03秒66    |              |
| 2000         | ヨーロッパ選手権 | ヘルシンキ             | 200m個人メドレー | 銅メダル     | 2分02秒06    |              |
| 2000         | オリンピック     | シドニー               | 200m個人メドレー | 7位          | 2分02秒23    |              |
| 2001         | 地中海競技大会   | チュニス               | 200m個人メドレー | 8位          | 2分09秒16    |              |
| 2002         | ヨーロッパ選手権 | ベルリン               | 200m個人メドレー | 準決勝16位   | 2分05秒25    |              |
| 2004         | ヨーロッパ選手権 | マドリード             | 200m個人メドレー | 準決勝10位   | 2分03秒69    |              |

## 樹立したフランス記録
フランス水泳連盟のウェブサイト参照
| 水路   | 種目               | 記録      | 泳順 | 日付           | 場所                     |
| ------ | ------------------ | --------- | ---- | -------------- | ------------------------ |
| 短水路 | 400m個人メドレー   | 4分14秒51 |      | 1993年12月19日 | ブローニュ＝ビヤンクール |
| 短水路 | 4x200mフリーリレー | 7分13秒73 | 4泳  | 1993年12月19日 | ブローニュ＝ビヤンクール |
| 短水路 | 200m個人メドレー   | 1分58秒77 |      | 1993年12月27日 | サン＝ドニ               |
| 短水路 | 100m個人メドレー   | 55秒51    |      | 1994年3月26日  | パリ                     |
| 短水路 | 200m個人メドレー   | 1分57秒95 |      | 1994年3月27日  | パリ                     |
| 短水路 | 400m個人メドレー   | 4分14秒03 |      | 1994年3月27日  | パリ                     |
| 短水路 | 100m個人メドレー   | 54秒87    |      | 1997年2月8日   | パリ                     |
| 短水路 | 400m個人メドレー   | 4分12秒88 |      | 1997年2月8日   | パリ                     |
| 長水路 | 200m個人メドレー   | 2分01秒80 |      | 1997年5月16日  | メネシー                 |
| 長水路 | 400m個人メドレー   | 4分21秒33 |      | 1997年8月20日  | セビリア                 |
| 長水路 | 200m個人メドレー   | 2分01秒08 |      | 1997年8月24日  | セビリア                 |
| 短水路 | 200m個人メドレー   | 1分57秒92 |      | 2002年1月19日  | パリ                     |